# Tommy Kearns
Thomas Francis Kearns jr., detto Tommy (New York, 6 ottobre 1936), è un ex cestista statunitense, professionista nella NBA.

## Carriera
Da universitario vinse il torneo NCAA nel 1957 con North Carolina. Nel 1958 venne inserito nel terzo quintetto All-America.
Venne selezionato al quarto giro del Draft NBA 1958 dai Syracuse Nationals, con la 30ª scelta assoluta. Giocò una partita nel 1958-59, segnando 2 punti.

## Palmarès
- Campione NCAA (1957)
- NCAA AP All-America Third Team (1958)